# Napoleone (gioco di carte)
Napoleone è un gioco di carte molto popolare in territorio francese.
È un gioco di presa per tre, quattro o cinque giocatori. Per certi versi ricorda un bridge enormemente semplificato. Si usa un normale mazzo di carte francesi senza Jolly.
L'ordine di presa è il medesimo del bridge quindi dall'Asso che è la carta più forte, fino al Due che è la carta più debole, in ordine discendente.

## Licitazione
La caratteristica distintiva di questo gioco è la fase di licitazione, in cui i giocatori partecipano a una specie di asta: ognuno deve dichiarare quante prese intende vincere. In seguito bisogna rispettare il contratto.

## Gioco
La prima carta che viene calata, nella partita, indica il seme di atout, o di briscola, ogni presa è vinta dalla briscola più alta o in assenza di essa dalla carta più alta del seme di uscita.